# 古墓崗
在英國作家托爾金奇幻小說的中土大陸裡，古墓崗（Barrow-downs）或泰斯戈莎德（Tyrn Gorthad）是夏爾以東的一片山丘地帶，位於布理以西，山上有許多巨石墓碑，因此得名。

## 地理歷史
在第一紀元，古墓崗和以北的伊凡丁丘陵（Hills of Evendim）已有人聚居，到東方人入侵伊利雅德，他們逃到貝爾蘭，在後來的憤怒之戰裡，他們又逃回故地。
在第二紀元，古墓崗是登丹人從努曼諾爾逃到中土大陸後的第一個聚居地，這地方也漸漸變得出名。伊蘭迪爾也逃到中土大陸，古墓崗亦納入亞爾諾王國的領土。
亞爾諾王國分裂後，古墓崗遂成為卡多蘭的首府，魯道爾王國向安格馬王國屈服，卡多蘭的登丹人固守古墓崗。第三紀元1409年，卡多蘭滅亡，1636年又爆發大瘟疫，殺死了許多匿藏在古墓崗的登丹人。安格馬巫王派遣古墓屍妖到這裡。第三紀元約1850年，雅西頓國王亞拉瓦嘗試向卡多蘭舊地重新殖民，但亦因為古墓屍妖而失敗。

## 在魔戒的作用
在魔戒聖戰時期，安格馬巫王來到古墓崗喚醒屍妖。不久後，哈比人佛羅多、山姆、梅里及皮聘遭古墓屍妖困於山丘，那山丘上很可能有卡多蘭最後一位皇帝的墓碑，幸得湯姆·龐巴迪拯救，並從陪葬品中到寶劍，梅里那口寶劍竟為戒靈之首安格馬巫王帶來死亡。

## 靈感
托爾金傳記作家約翰·加斯認為古墓崗可能靈感來自於英國牛津的一處古遺跡羅爾萊特石群。

## 外部連結
- 沃裡克郡的古墓崗